# Station Monguelfo-Casies Welsberg-Gsies
Station Monguelfo-Casies Welsberg-Gsies is een spoorwegstation aan de Pustertalspoorlijn in de gemeente Welsberg-Taisten tegen de grens met de gemeente Gsies (Italië-Zuid-Tirol).
De stationsnaam wordt volgens de regels van Trenitalia in het Italiaans aangegeven, gevolgd door het Duits als lokale taal.